# Rhythm of Love (låt av Aljona Lanskaja)
Rhythm of Love är en låt med den vitryska sångerskan Aljona Lanskaja. Låten är skriven av Leanid Sjirin, Yuriy Vashchuk och A. Sjirin.

## Eurovision
Aljona Lanskaja deltog med låten den 7 december 2012 i Vitrysslands nationella uttagningsfinal till Eurovision Song Contest 2013. Hon fick där högsta poäng både från juryn och från TV-tittarna och vann därmed finalen över 9 andra bidrag. Hon vann med 24 poäng vilket var sju fler än vad tvåan Nuteki hade fått. Lanskaja hade vunnit uttagningen även året innan, då med låten "All My Life", men diskvalificerades bara ett par dagar efter tävlingen och fick därmed inte representera sitt hemland i Eurovision Song Contest 2012.
Låten skulle därmed komma att vara Vitrysslands bidrag i Eurovision Song Contest 2013 som hölls i Malmö i Sverige. Innan tävlingen valde man dock att byta ut "Rhythm of Love" och i Eurovision Song Contest 2013 framfördes istället en ny låt med titeln "Solayoh".